# Yingli Tower
La Torre Yingli, también conocida como Ying Li International Financial Centre, es un rascacielos de 285 m de altura situado en Chongqing, China. Es el tercer edificio más alto de Chongqing. La torre contiene oficinas de clase A, y se apoya en un podio que contiene un centro comercial. 
Está situado estratégicamente en el distrito financiero de Jiefangbei.
Es el primer edificio de oficinas de clase A de Chongqing que recibió la certificación LEED Oro del US Green Building Council por su sostenibilidad medioambiental. La fachada es de muro cortina de doble capa con respiración, que ahorra energía y reduce las emisiones de dióxido de carbono.
El rascacielos fue completado en 2012, y se convirtió en el más alto de Chongqing superando al Chongqing World Trade Center, que tiene 283 m. Sin embargo, la Yingli Tower será pronto superada por la Chongqing Poly Tower, con 287 m, actualmente en construcción. 

## Diseño
La torre ha atravesado numerosos diseños hasta el definitivo. Su principal característica son los sucesivos retranqueos, que hacen que el edificio vaya haciéndose más pequeño según asciende. El diseño de la torre es muy parecido al del International Finance Centre en Hong Kong.

## Centro comercial
El centro comercial abrió sus puertas el 22 de diciembre de 2011 con tiendas como Cerruti 1881, Alexander McQueen, Gianfranco Ferré, Ecco, D’urban y Verri. Ofrece nueve plantas y 50 000 m² de espacio comercial. La fachada tiene la pantalla de LED más grande de Chongqing. La planta superior contiene un cine de Poly Cinema, con 11 salas y 5 500 m².
Esta es la distribución de las plantas:
- Sótano 1. Personal / Estilo de vida / Comercios
- Planta baja. Marcas internacionales / Relojes y joyería / Cafeterías
- Planta 1. Marcas internacionales / Moda y complementos
- Planta 2. Moda femenina
- Planta 3. Negocios / Ropa informal
- Planta 4. Ocio / Deportes / Belleza / Spa
- Planta 5. Restaurantes informales
- Planta 6. Cocina internacional
- Planta 7. Alta cocina y restaurantes de gran escala
- Planta 8. Cine Multiplex

## Torre de oficinas
Las oficinas están divididas en dos categorías: "Global Edition" y "Limited Edition". Las "Global Edition" cubren toda una planta (2 000 m²), mientras que las "Limited Edition" tienen una superficie de 202 a 308 m².
La torre de oficinas tiene un vestíbulo de diez metros de altura. El control de accesos del vestíbulo y el sistema de los ascensores asegura que solo los inquilinos autorizados accedan al edificio. Contiene 20 ascensores OTIS que alcanzan una velocidad de hasta 6 m/s. Las plantas estándar tienen una altura de 4,2 m y una altura del suelo al techo de 2,8/3 m. Las plantas 24, 25, 27, 40, 41, 43, 56 y 57 tienen 4,5 m de altura y son usadas como plantas de operaciones bursátiles. Todas las plantas disponen de suelo elevado y flexibilidad para personalizar los espacios. Las columnas son de acero y hormigón con 1 m de diámetro. El aparcamiento tiene 669 plazas con un sistema de localización de vehículos. El suministro de electricidad procede de dos fuentes distintas, de manera que asegura energía suficiente en caso de corte de suministro de una fuente.